# Endopterigots
Els endopterigots (Endopterygota) són un superordre d'insectes neòpters que inclou tots els insectes amb metamorfosi completa (holometàbols), és a dir, que tenen un desenvolupament que passa per tres estadis molt diferents, larva, pupa i imago (adult); si la pupa es desenvolupa dins un capoll de seda, s'anomena «crisàlide». Sens dubte, agrupa els ordres amb major nombre d'espècies, com ara Coleoptera, Diptera, Hymenoptera, Lepidoptera, entre d'altres.

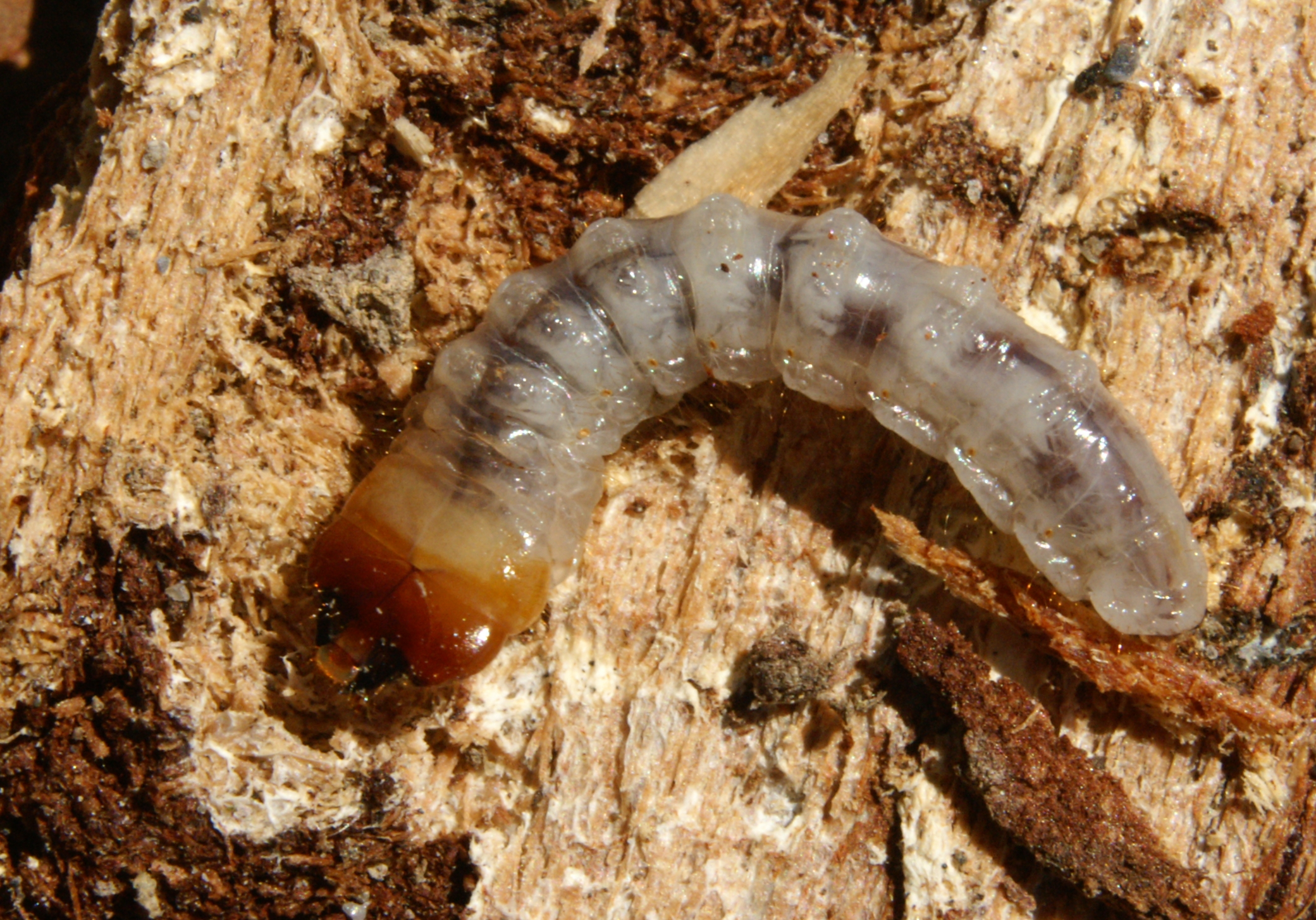
Larva de coleòpter
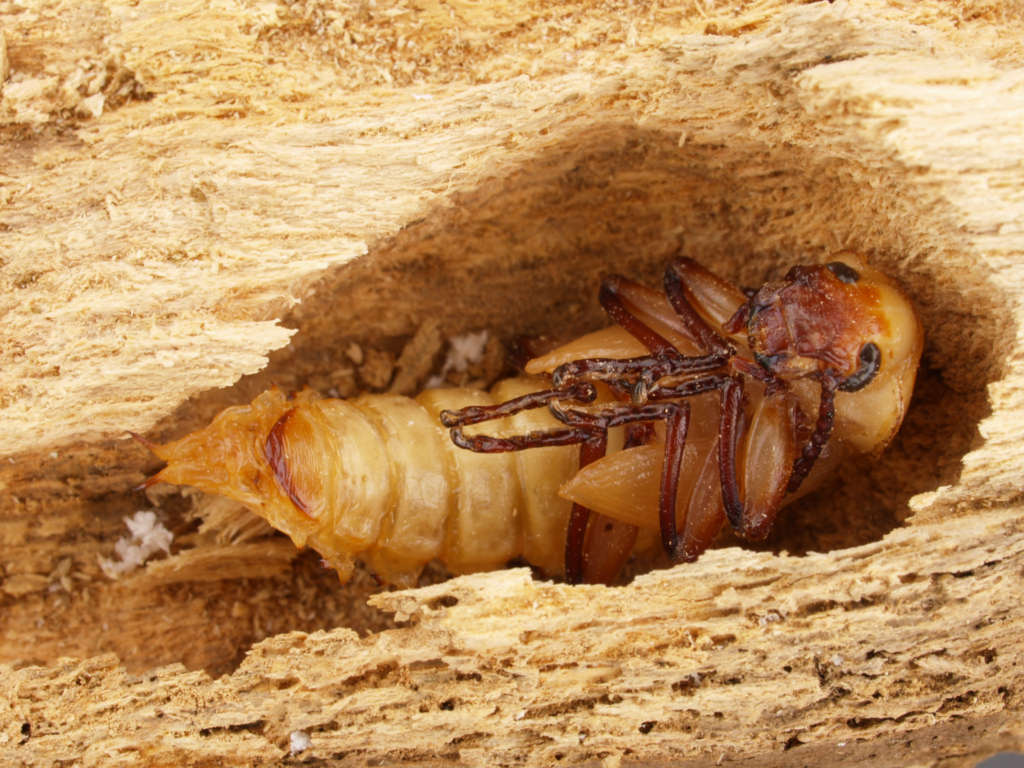
Pupa de coleòpter

## Taxonomia
El superordre dels endopterigots es subdivideix en els següents ordres:
- Coleoptera
- Diptera
- Hymenoptera
- Lepidoptera
- Mecoptera
- Megaloptera
- Miomoptera †
- Neuroptera
- Protocoleoptera †
- Protodiptera †
- Raphidioptera
- Siphonaptera
- Strepsiptera
- Tarachoptera †
- Trichoptera